# Antonio Monegal Brancós
Antonio Monegal és Catedràtic de Teoria de la literatura i Literatura comparada del Departament d'Humanitats de la Universitat Pompeu Fabra. Llicenciat en Filosofia per la Universitat de Barcelona el 1980, es va doctorar a la Universitat Harvard el 1989. Va ser professor de la Universitat Cornell i també ha impartit classes a Harvard i Princeton. És autor, entre altres publicacions, dels llibres Luis Buñuel de la literatura al cine: Una poética del objeto (Anthropos, 1993) i En los límites de la diferencia: Poesía e imagen en las vanguardias hispánicas (Tecnos, 1998). És editor de les obres de García Lorca El público i El sueño de la vida (Alianza, 2000) i Viaje a la luna (Pre-Textos, 1994), i coordinador de l'antologia Literatura y pintura (Arco/Libros, 2000). Ha compilat el llibre Política y (po)ética de las imágenes de guerra (Paidós, 2007). Va ser un dels comissaris de l'exposició “En guerra” que va organitzar el CCCB per al Fòrum Barcelona l'any 2004. Actualment coordina el Màster en Estudis Comparatius de Literatura, Art i Pensament de la Universitat Pompeu Fabra.